# Placer River
Der Placer River ist ein etwa 32,5 Kilometer langer Zufluss des Turnagain Arm östlich von Anchorage im US-Bundesstaat Alaska.

## Flusslauf
Der Placer River entspringt im Nordosten der Kenai-Halbinsel in den Kenai Mountains nördlich vom Trail Creek auf einer Höhe von etwa 600 m. Der Placer River fließt in nördlicher Richtung durch das Gebirge. Die Alaska Railroad folgt dem Flusslauf. Die Abflüsse von Bartlett-, Deadman-, Spencer- und Skookum-Gletscher münden rechtsseitig in den Placer River. Auf den unteren etwa 7 Kilometern spaltet sich der Placer River in mehrere Flussarme auf, die nahe der verlassenen Siedlung Portage in das Ende des Turnagain Arm münden. Der Turnagain Arm ist eine Seitenbucht des Cook Inlet mit sehr hohem Tidenhub. Der Seward Highway kreuzt den Flusslauf oberhalb der Mündung. Der Placer River entwässert eine Fläche von etwa 326 km².

## Namensgebung
Der lokale Flussname wurde 1906 von Moffit vom U.S. Geological Survey gemeldet.